# (5033) Mistral
Pour les articles homonymes, voir Mistral.
(5033) Mistral est un astéroïde de la ceinture principale.

## Description
(5033) Mistral est un astéroïde de la ceinture principale. Il fut découvert par Eric Walter Elst le 15 août 1990 à l'observatoire de Haute-Provence. Il présente une orbite caractérisée par un demi-grand axe de 2,92 UA, une excentricité de 0,054 et une inclinaison de 2,51° par rapport à l'écliptique.
Il fut nommé en hommage au poète provençal Frédéric Mistral (1830-1914), prix Nobel de littérature.

## Compléments